# Glinde
Glinde település Németországban, Schleswig-Holstein tartományban. Lakosainak száma 18 656 fő (2023. december 31.). Glinde Reinbek és Barsbüttel községekkel határos.

## Népesség
A település népességének változása:
| Lakosok száma | 10 993 | 18 365 | 18 443 | 18 376 | 18 547 | 18 656 |
|               | 1975   | 2017   | 2019   | 2021   | 2022   | 2023   |